# Glossotrophia anastomosaria
Glossotrophia anastomosaria là một loài bướm đêm trong họ Geometridae.